# 馬志恆
馬志恆（英語：Ma Chi Hang Henry），香港政治人物，隸屬香港新方向，其妻子為香港演員謝芷倫。曾於2016年至2019年擔任九龍城民政事務處紅磡分區委員會委員，2020-2022年擔任九龍城民政事務處紅磡分區委員會對外事務召集人，他現時擔任九龍城區撲滅罪行委員會委員，亦角逐2023年九龍城南選區區議員。於2023年10月17日，馬志恆由其妻子下陪同遞表參選2023年區議會選舉，成為九龍城區議會之九龍城南選區的候選人之一，最後成功獲取3,582票，未能當選。

## 獎項
2022年 民政及青年事務局局長 嘉許獎章

2024年 第八屆香港義工聯盟 傑出義工嘉許禮 「優秀青年義工金奬」

## 學歷
紐西蘭奧克蘭大學 信息系統專業 學士

香港浸會大學 資訊科技管理 碩士

香港城市大學行政人員工商管理 碩士

清華大學公共管理管理 碩士 (修讀中)

### 公共及社團職務
| 組織                                | 角色           |
| 九龍城區撲滅罪行委員會              | 委員           |
| 路德會真道堂青年中心                | 總監           |
| 香港教師會                          | 主席(私立組)   |
| 全港各區工商聯青年企業家聯合會      | 副主席         |
| 新西蘭奧克蘭大學香港校友會          | 主席           |
| 淨緣慈善基金                        | 顧問           |
|                                     |                |
| 曾任 九龍城民政事務處紅磡分區委員會 | 委員           |
| 曾任 九龍城民政事務處紅磡分區委員會 | 對外事務召集人 |
| 曾任 九龍城區各界慶國慶活動委員會   | 副主席         |

## 外部連結
- 馬志恆的Instagram帳戶